# العنف المنزلي في الأرجنتين

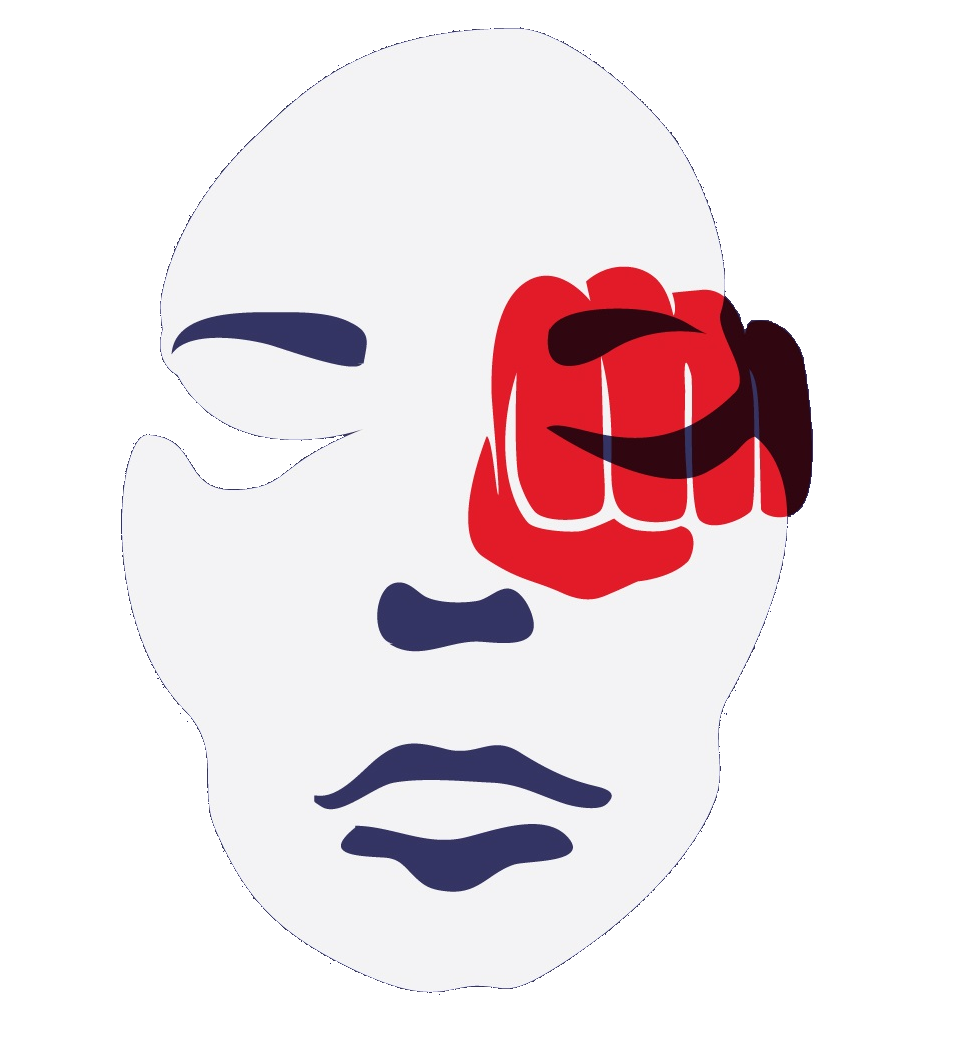
ملصق روسي يحث على فتح أعينكم - ضد إساءة معاملة النساء

يُعد العنف المنزلي في الأرجنتين مشكلة خطيرة. منذ تسعينات القرن الماضي، اتخذت حكومة الأرجنتين خطوات لمعالجة هذه المشكلة. ومع ذلك، تعرضت سياسات الأرجنتين للانتقادات لكونها ضعيفة، ويرجع ذلك أساسًا إلى التركيز على التعامل المدني، بدلاً من التعامل الإجرامي مع هذا الشكل من أشكال العنف، والتأكيد على التوفيق بين الضحية والجاني. كما أصبحت السياسة التي تتناول العنف المنزلي أكثر صعوبة بسبب الطبيعة اللامركزية للبلاد: وقد أدت الأرجنتين، كونها دولة اتحادية لا مركزية تضم 23 مقاطعة، إلى حدوث تباين كبير بين السياسات الإقليمية المتعلقة بالعنف المنزلي، وبين النساء في جميع أنحاء البلاد، حيث مستويات الحماية المختلفة.

## القانون
كانت مجلة Lé Nacional 24.417 الصادرة في عام 1994 من الأرجنتين أول قانون يتعلق بالعنف العائلي. وبموجب هذا القانون، يُعرَّف العنف المنزلي بأنه «إصابة أو إيذاء بدني أو نفسي» من قبل أفراد الأسرة. في عام 2009 ، تم سن قانون أوسع بكثير: قانون الحماية الشامل لمنع العنف ضد المرأة والمعاقبة عليه والقضاء عليه في المجالات التي تطور فيها العلاقات بين الأشخاص [القانون 26.485] (Ley de protección integral para prevenir, sancionar y erradicar la violencia contra las mujeres en los ámbitos en que desarrollen sus relacion es interpersonales [Ley 26.485]). يحدد هذا القانون الجديد العديد من أشكال العنف المنزلي التي لم تكن موجودة في القانون السابق.

## دعم عام
تقدم المؤسسات العامة والخاصة برامج وقائية وتقدم الدعم والمعالجة للنساء اللواتي يتعرضن للإيذاء. وعمومًا، يتم تناول الشكاوى المتعلقة بالعنف العائلي في المحاكم المدنية، التي يمكن أن تضمن تدابير الحماية، بما في ذلك حظر مرتكب الجريمة من منزل الضحية أو مكان العمل. في عام 2012 ، أصدر الكونغرس قانونًا ضدّ قتل النساء يفرض عقوبات أكثر صرامة على الجناة الذين يقتلون أزواجهم أو شركائهم أو أطفالهم نتيجة للعنف القائم على النوع الاجتماعي.